# Thelyphonus pococki
Espèce
Thelyphonus pococki est une espèce d'uropyges de la famille des Thelyphonidae.

## Distribution
Cette espèce est endémique de Sulawesi en Indonésie.

## Description
L'holotype mesure 23 mm.

## Étymologie
Cette espèce est nommée en l'honneur de Reginald Innes Pocock.

## Publication originale
- Tarnani, 1900 : Deux nouvelles espèces de Thelyphonidae. Zoologischer Anzeiger, vol. 23, p. 481-482 (texte intégral).